# Піщанка (Житомирський район)
Піща́нка — село в Україні, в Житомирському районі Житомирської області. Населення становить 394 осіб.

## Історія
Колишня назва Піщанка-Плещівка. У 1906 році Плещівка, село Черняхівської волості Житомирського повіту Волинської губернії. Відстань від повітового міста 12 верст, від волості 11. Дворів 60, мешканців 389.
Село постраждало внаслідок геноциду українського народу, проведеного урядом СССР 1932—1933.

## Населення

### Мова
Розподіл населення за рідною мовою за даними перепису 2001 року:
| Мова       | Кількість | Відсоток |
| ---------- | --------- | -------- |
| українська | 386       | 97.97%   |
| російська  | 8         | 2.03%    |
| Усього     | 394       | 100%     |